# Pedînivka, Zvenîhorodka
Pedînivka (în ucraineană Пединівка) este o comună în raionul Zvenîhorodka, regiunea Cerkasî, Ucraina, formată numai din satul de reședință.

## Demografie
Componența lingvistică a comunei Pedînivka
     Ucraineană (98,54%)
     Rusă (1,06%)
Conform recensământului din 2001, majoritatea populației comunei Pedînivka era vorbitoare de ucraineană (98,54%), existând în minoritate și vorbitori de rusă (1,06%).